# Rishon Letzion

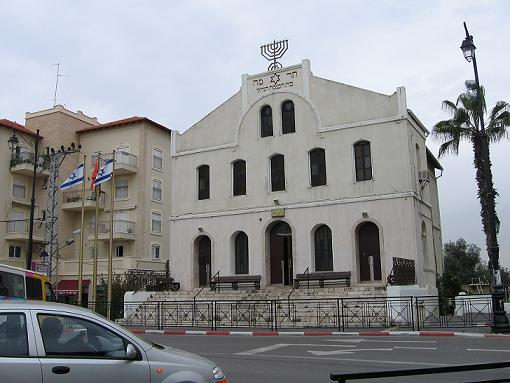
Sinagoga mare din Rishon LeZion

Rishon Letzion ( uneori Rishon LeZion, în ebraică ראשון לציון, denumire însemnând "Cel dintâi în Sion"), deseori prescurtat Rishon, este un oraș în Israel, pe litoralul de centru, la sud de Tel Aviv, făcând parte din conglomeratul urban din zona centrală Guș Dan). Rishon Letzion are o populație de vreo 227 600 persoane (2009), fiind din acest punct de vedere al patrulea oraș din țară, dar al doilea din punct de vedere a suprafeței (5870 ha), după capitala Ierusalim.
Rishon Letzion a fost fondat la 31 iulie 1882. Inițial a fost una din principalele așezări evreiești din Palestina la finele veacului al XIX-lea și începutul veacului al XX-lea, a treia în ordinea înființării după Petah Tikva și Roș Pina. După o lungă perioadă de relativă marginalizare ca oraș din periferia "adormită" a Tel Avivului, în ultimele două decenii, orașul, care se întinde la vest până la malul Mării Mediterane și beneficiază de foarte mari suprafețe virane, a devenit domiciliul a unor mari mase de cetățeni, israelieni veterani și noi imigranți, devenind un centru comercial, industrial si cultural de prima mână.

## Așezare

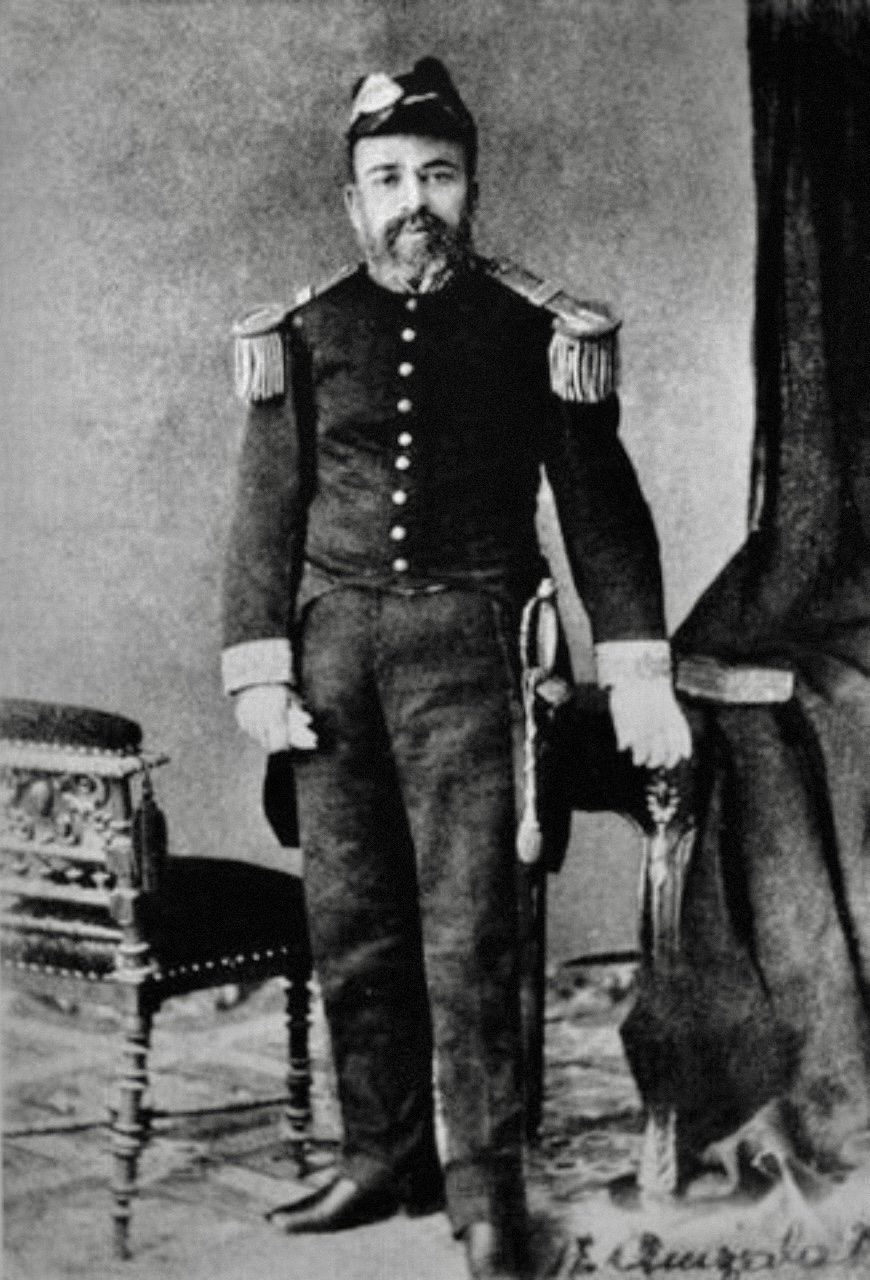
Haim Amzalegh (Amzalak), unul dintre fondatorii localității Rishon Letzion

Situat in centrul Israelului, în extremitatea de sud a zonei Gush Dan (aria metropolitană Tel Aviv), primele lui case au fost construite la 12,5 km sud de Jaffa. El se mărginește la sud cu orașul Nes Ziona, la nord cu orașele Holon și Bat Yam, la est cu localitatea Tzrifin la est și cu Marea Mediterană la est.

## Numele orașului
a fost ales după un verset din profetul Isaia (Yeshayahu) (41,27) din Biblie, care reflecta aspirația întemeietorilor spre Întoarcerea în Sion:
רִאשׁוֹן לְצִיּוֹן הִנֵּה הִנָּם, וְלִירוּשָׁלם מְבַשֵׂר אֶתֵּן - în traducere română  Eu Cel dintâi am zis Sionului: "Iată-i, iată-i!" și Ierusalimului am adus veste nouă

## Istorie

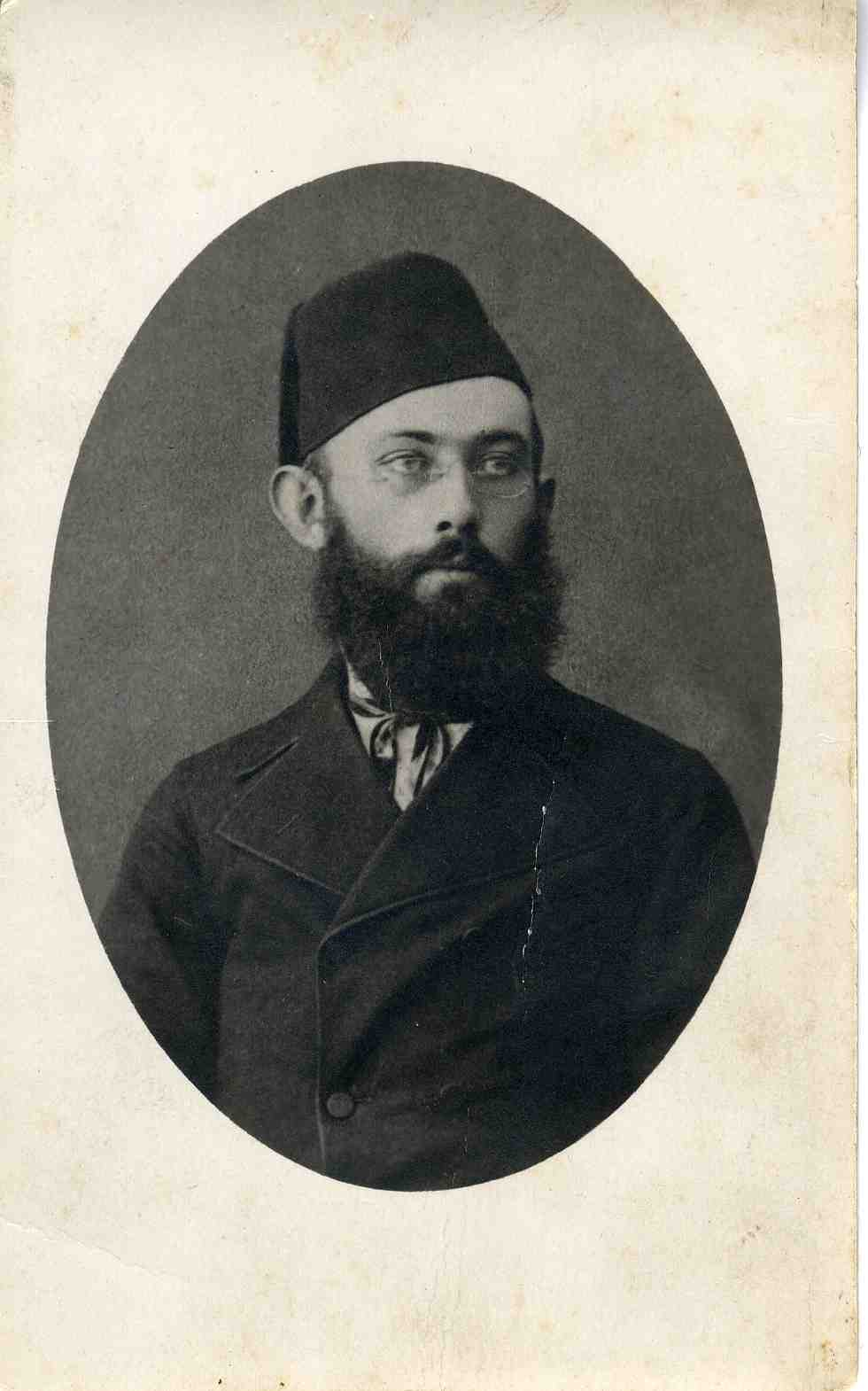
Zalman David Levontin, unul din fondatorii localității Rishon Letzion

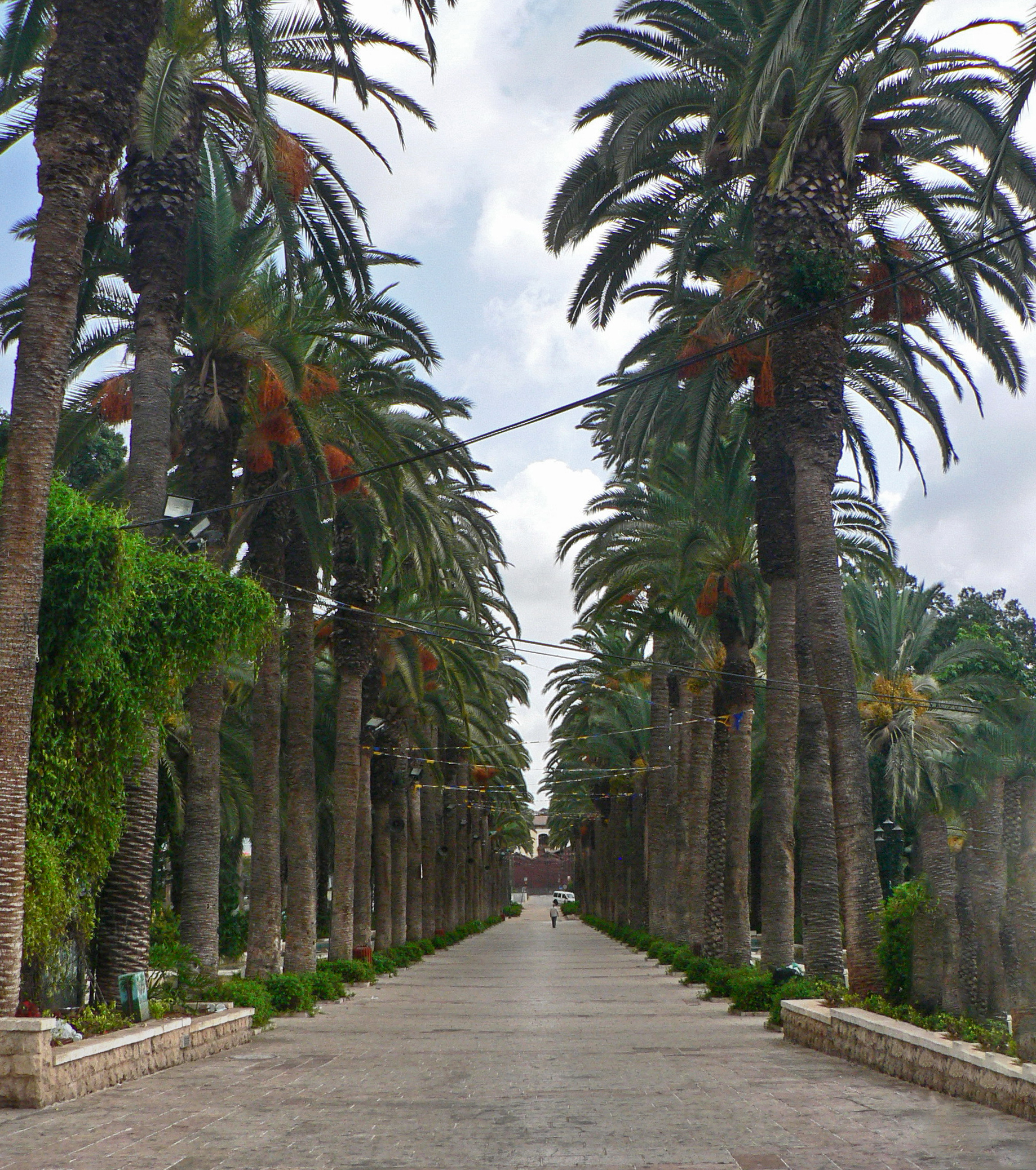
Aleea palmierilor din Gan Hamoshavá, parcul asezării agricole, plantată în 1890

Rishon Letzion a fost întemeiat la 31 iulie 1882, (15 Av al anului Tarmav) în vremea dominației otomane în Palestina, din inițiativa „Comitetului de Halutzim (Pionieri ai colonizării) Yesud Hamaala” de la Jaffa (fondat de Zalman David Levontin și Yosef Feinberg) a cărui misiune era să achiziționeze noi terenuri pentru crearea unei comune agricole - moshavá. Fondatorii erau familiile a 7 evrei mai săraci,imigrați din Harkiv, Ucraina, pe atunci parte a Rusiei țariste, membri ai mișcării pre-sioniste Hovevei Tzion, sub conducerea lui Zalman David Levontin și încă zece familii, mai înstărite, care li s-au alăturat. <Y.Lerer 2001 p.242</ref> Terenurile au fost puse, în cele din urmă, la dispoziție de către Haim Amzalegh, om de vază în rândurile evreilor sefarzi din Palestina în acea perioadă, supus otoman și viceconsul al Marii Britanii la Jaffa, care a cumpărat pe numele său pământuri în locul numit 'Uyun Qara sau Ayn Qara (identificat din greșeală de unii cu numele ebraic asemănător Eyn hakore, loc menționat în Biblie în povestirea despre Samson din cartea Judecători 15,19), aflat la 12,5 km sud de Jaffa și având o suprafață de 334 ha. La 31 iulie ctitorii localității au venit din Jaffa  în două căruțe si s-au oprit pe dealul Jumzat Ayun pe care se afla un tamarisc, într-un loc unde se află astăzi cimitirul cel vechi al orașului) 
Rishon Letzion a luat naștere ca o așezare agricolă - moshava -  și era cea dintâi de acest fel între cele înființate de așa numita Prima Aliyá ("valul întâi de imigrare" -„Aliyá Rishoná” de la finele secolului ai XIX-lea).
Principala ei contribuție la viața evreilor în Palestina era la început, mai cu seamă, în domeniul cultural: aici s-au creat simbolurile Sionismului, care ulterior au devenit simbolurile Statului Israel, și aici a început renașterea limbii ebraice vorbite și învățământul în ebraica modernă. În agricultură primii ei locuitori nu au avut prea mare noroc, din cauza multor intemperii și suferințe cauzate de vicisitudinile climei și de lipsa de experiență în munca agricolă. Le-a venit in ajutor baronul Edmond James de Rothschild, care a hotărât să înființeze aici podgoria Carmel. Dar anii Primului război mondial a adus mari daune locului: mai întâi pierderea piețelor de desfacere a produselor în străinătate, apoi invazia lăcustelor din 1915, și la urmă, luptele desfășurate în sudul așezării în noiembrie 1917 între forțele otomane și trupele britanice ajunse în regiune. În anul 1920, sub dominația mandatară britanică, localitatea a fost înaintată la gradul de "consiliu local", iar după fondarea Statului Israel, în anul 1950 a fost declarată oraș. La finele secolului al XX-lea Rishon Letzion s-a extins spre apus și a crescut în mod accelerat, devenind unul din cele mai mari orașe ale Israelului.

### Înființarea așezării
Haim Amzalegh, a cumpărat terenurile de la Ayn Qara de la aristocratul arab palestinian Mustafa Abdallah Ali Dajani (și fratele acestuia, Musa) . Autoritățile turcești au ridicat obstacole în calea coloniștilor și nu le-au furnizat permise de construcție, dar, ținând seama de prestigiul lui Amzalegh, care era viceconsul britanic la Jaffa, și de legalitatea achiziționării de pământuri pe care a făcut-o, ele au trecut cu vederea lucrările de construcție în curs până la terminarea acestora.
Amzalegh a semnat în fața coloniștilor o declarație prin care le-a cedat pe vecie toate drepturile asupra caselor și clădirilor de pe terenul cumpărat. 
La data de 31 iulie 1882 (după calendarul evreiesc - 5 Av 5642 "Hey be Av Tarmav" ) primele 17 familii de coloniști au luat în primire locul. După prevederile inițiale, ei urmau să lucreze pământul în colectiv, fără să-l împartă între ei. Solul era nisipos, iar aprovizionarea cu apă era dificilă: izvorul Eyn Qara, după care se numea locul în arabă putea furniza numai apa pentru lucrările de construcție, abia mai pe urmă putându-se săpa prima fântână. În noiembrie 1882 au sosit la lucru la Rishon și un grup de studenți evrei din Harkiv, membri ai Mișcării Bilu majoritatea lor originari din Bielorusia - Israel Belkind, Haim Hissin și alții, - care au contribuit la demararea proiectului. În ciuda strădaniilor lui Charles Netter, fondatorul Școlii agricole Mikve Israel din vecinătate, contrar promisiunilor, directorul școlii, Shmuel Hirsch nu a obținut pentru ei pământul și cele trei case promise în așezare, și de aceea aceștia au fost nevoiți, în cele din urmă, să se mute la Ghedera.

### Intervenția baronului Rothschild

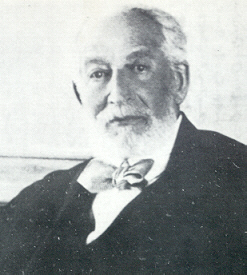
Baronul Edmond de Rothschild

La împlinirea unui an de existență a așezării, unul din primii locuitori, Yosef Feinberg, s-a oferit să plece la Paris și să se adreseze pentru ajutor baronului Edmond de Rotshchild. La întâlnirea pe care au avut-o, el a făcut o bună impresie asupra baronului prin cunoștințele și limbile pe care le poseda. Acesta a consimțit să acorde așezării un împrumut de 25,000 franci, pentru adâncirea forajelor de apă și pentru semănarea ogoarelor în iarna următoare. În schimb, i-a obligat pe locuitori să fie îndrumați în domeniul muncii agricole și mai ales al fructiculturii de agronomul Saul Helsner de la Școala agricolă Mikve Israel, iar directorul școlii, Shmuel Hirsch, urma să controleze folosirea banilor. Aceasta asistență dată coloniștilor din Rishon Letzion a reprezentat debutul activității filantropice desfășurate de Edmond de Rothschild în favoarea renașterii prezenței masive evreiești în Palestina.

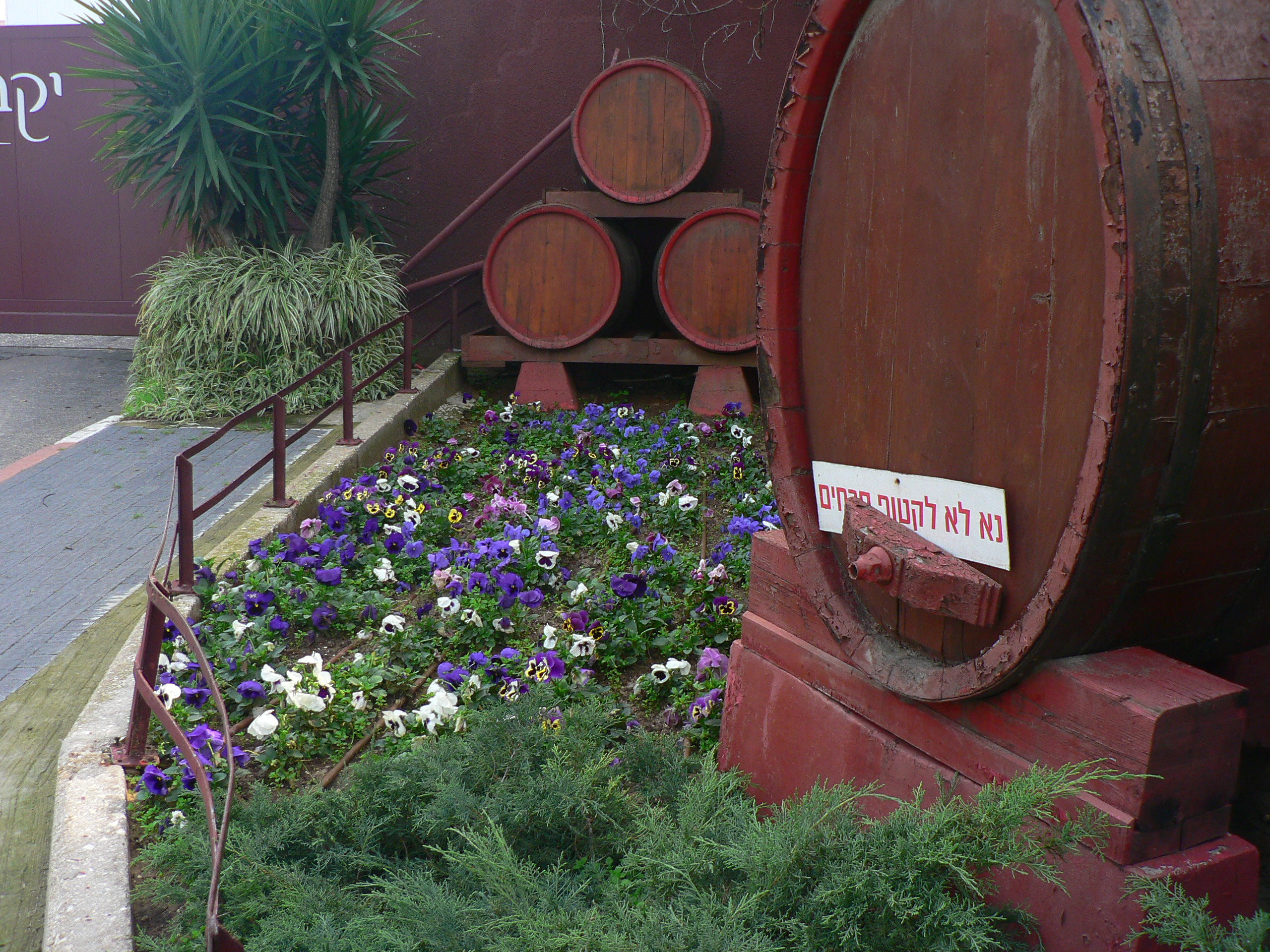
Intrarea în crama Rishon Letzion

Intervenția lui Rothschild a venit la timp într-un moment când așezarea era în primejdie de a se destrăma. Datorită ajutorului său, s-a putut finanța mutarea și adâncirea fântânii la o profunzime de 42m, până ce s-a găsit apă. El a extins ulterior ajutorul pentru perfecționarea  locuitorilor în munca agricolă și în pregătirea pământului pentru plantări. A trimis experți din Franța pentru a-i îndruma pe țărani și pe cei veniți mai recent, în viticultură - în creșterea viței-de-vie și producerea de vin - ramură care se arăta potrivită condițiilor din Palestina și pentru export. Dar ogoarele semănate nu au dat recolta de grâu scontată, și țăranii au fost nevoiți să și amaneteze pământurile pentru a se întreține. După ce baronul a lichidat amanetul, pământurile au trecut în proprietatea sa. La sfârșitul anului 1883 așezarea, care număra acum 39 familii cu 135 suflete, a încetat de a mai fi independentă. 
După s-a suspendat autoritatea comitetului cooperativei, Shmuel Hirsh a stabilit că orice lucrări agricole vor fi facute numai după indicațiile profesionale ale agronomului. În schimb locuitorii vor primi o subsidie lunară pentru întreținere. După mărturia  scriitorului și publicistului Moshe Smilanski, "spiritul țăranilor a fost înăbușit, iar treburile gospodăriei au fost abandonate". Baronul nu a acceptat să schimbe regulile. Yehoshua Ossovietzki a fost numit de către Shmuel Hirsch ca administrator al așezării, cu locuința în localitate. În anul 1884 el a sosit în comună și a fost primit cu entuziasm de către locuitori - atât țăranii fondatori cât și membri ai mișcării Bilu care li se alăturaseră. În 1885, în fruntea unei procesiuni la comemorarea a trei ani ai așezării, Ossovietzki a înălțat un steag având două benzi și având între ele simbolul stelei lui David țesut in albastru . Această flamură, numită atunci Steagul Rishon Letzion, și care semăna cu viitorul steag al Israelului, a fluturat atunci pentru întâia dată în public pe pământul Palestinei. 
Ossovietzki a cumpărat încă 300 ha de pământ din Uyun Qara, în vestul lui Rishon Letzion, și le-a vândut în parcele unora dintre imigranții mai înstăriți care au plantat viță de vie. Așezarea și-a dublat suprafața și din 1884 s-a trecut la reprofilarea locuitorilor pe viticultură.
În urma măsurilor luate de Ossivietzki s-a ajuns în așezare la o stratificare socială, după care, o parte din locuitori au rămas dependenți de subsidiile baronului. Unul din aceștia din urmă, Michael Halperin, a înființat in  1886 o Asociație a muncitorilor, primul sindicat de acest fel din Palestina. Cu timpul Halperin a devenit unul din oponenții cei mai înverșunați ai conducerii lui Ossovietzki.
În anul 1886 relațiile dintre Ossovietzki și țărani au început să se degradeze. Administratorul a adoptat obiceiuri de despot, a impus amenzi și s-a înconjurat de lingușitori și denunțători. Comuna s-a divizat în două tabere: cea a "iubitorilor de pace" (Rodfey shalom) în frunte cu Feinberg, care se împotrivea lui Ossivietzki și cea a "camarazilor" (Reiym) care îl sprijinea pe administrator. În anul 1886 tensiunea a ajuns la maximum. Halperin a trimis o scrisoare de plângere împotriva lui Ossovietzki către conducători ai mișcării Hovevey Tzion din Rusia.  Când, aflând de aceasta, Ossovietzki l-a izgonit pe Halperin din comună, în februarie 1887 a izbucnit o răscoală. Oșteni turci înarmați, convocați din Jaffa la apelul lui Ossovietzki, erau cât pe ce să-i aresteze pe rebeli, dacă nu ar fi intervenit Shmuel Hirsch, care i-a convins să plece, iar pe rebeli să se risipească. Ossovietzki și Hirsch au părăsit, în cele din urmă ,comuna, spre bucuria răzvrătiților. La 11 mai 1887 baronul Edmond de Rothschild a făcut prima sa vizită în Țara Sfântă. În fața amenințărilor baronului țăranii cei nemulțumiți au trebuit să-si retragă revendicările. Rothschild i-a iertat, cu condiția ca Yosef Feinberg să părăsească așezarea. Acesta a fost nevoit să-și vândă parcela de pământ și să plece.

### Avântul localității în primele decenii

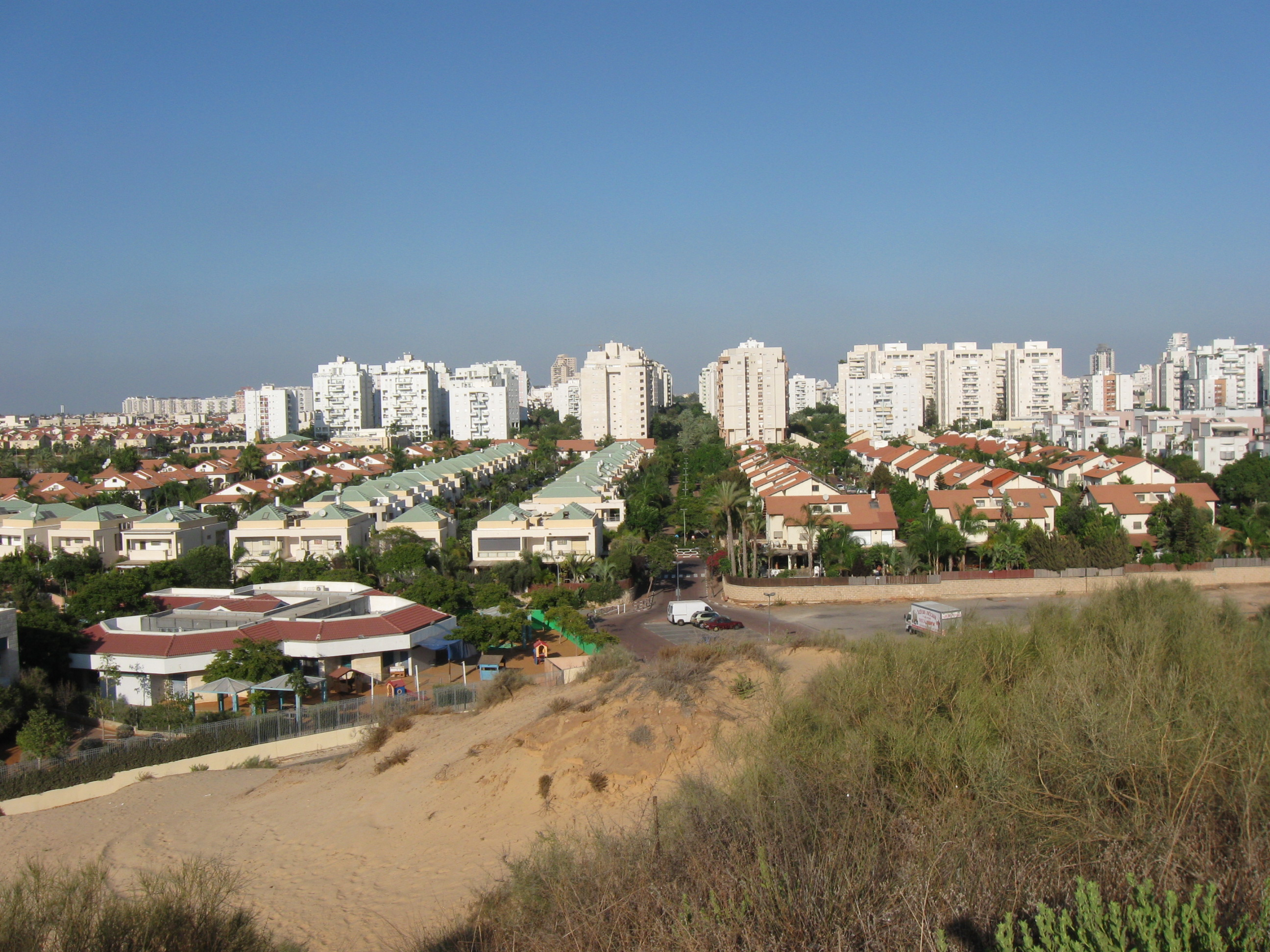
Blocuri de locuințe si cottage-uri în Rishon Letzion

Datorită lui Edmond de Rothschild și experților săi din Franța, Rishon Letzion a progresat în domeniul viticulturii, al cultivării citricelor și chiar al agriculturii. Sub tutela sa, în anul 1886 a luat ființă în așezare o cramă "Richon Lezion", care va deveni parte a companiei sale, numită Carmel Mizrahi. Majoritatea soiurilor de viță-de-vie au fost importate din America și altoite cu varietăți franceze sau indiene, pentru a fi rezistente la filoxeră. Vinurile și brandy produse erau exportate în acea perioadă în Egipt, Turcia,Rusia, Germania și SUA. Și David Ben Gurion, viitorul întâi premier al Israelului, a lucrat aici odată și a condus sindicatul muncitorilor din cramă.
În anul 1890 locuiau în Rishon Letzion 359 persoane. În 1895 erau 380, iar în 1900 - 526 locuitori. În 1911 400 ha erau plantate cu viță-de-vie, iar 25,4 ha cu livezi de citrice și alți pomi fructiferi.

În 1900 așezarea a trecut sub tutela companiei JCA care a micșorat sprijinul financiar , obligându-i pe locuitori să-și dirijeze singuri afacerile. La începutul secolului al XX-lea a început și sădirea de migdali și, mai ales din anii 1920 s-a extins creșterea agrumelor.
În ajunul Primului război mondial localitatea a ajuns la o anumită prosperitate economică. În 1907 Rishon Letzion era, ca mărime, a doua "moshavá" evreiască  din Palestina, având 900 locuitori, în 1914 populația sa ajungând la 1350 locuitori. Autoritățile otomane i-au recunoscut un statut urban în 1912, dându-i dreptul la o primărie. În anul 1915, în toiul războiului mondial, guvernatorul militar turc al Siriei și Palestinei, Gemal Pașa a vizitat Rishon Letzion și a dăruit localității o zonă nisipoasă suplimentară de 2000 hectare, zonă cunoscută astăzi ca Maarav Rishon (Rishon de vest).

### Primul război mondial și mandatul britanic
În timpul conflagrației mondiale din 1914-1918 localitatea s-a confruntat
cu blocarea pieților de desfacere, invazia de lăcuste din 1915 și luptele care s-au defășurat în sudul comunei în noiembrie 1917.  
În martie 1921 ministrul coloniilor al Regatului Unit, Winston Churchill a vizitat Rishon Letzion si a discutat cu agricultorii din localitate, în cadrul vizitei sale in Palestina. 

### Războiul de independență al Israelului 1948-1949
La 3 iunie 1948 avioane militare egiptene au bombardat localitatea, ucigând 25 civili și soldati, și rănind mulți alții.
În 1996 a fost dezvelit un monument în memoria victimelor acestui bombardament,la răscrucea strazilor Herzl și Rothschild.

### In primele decenii ale Statului Israel

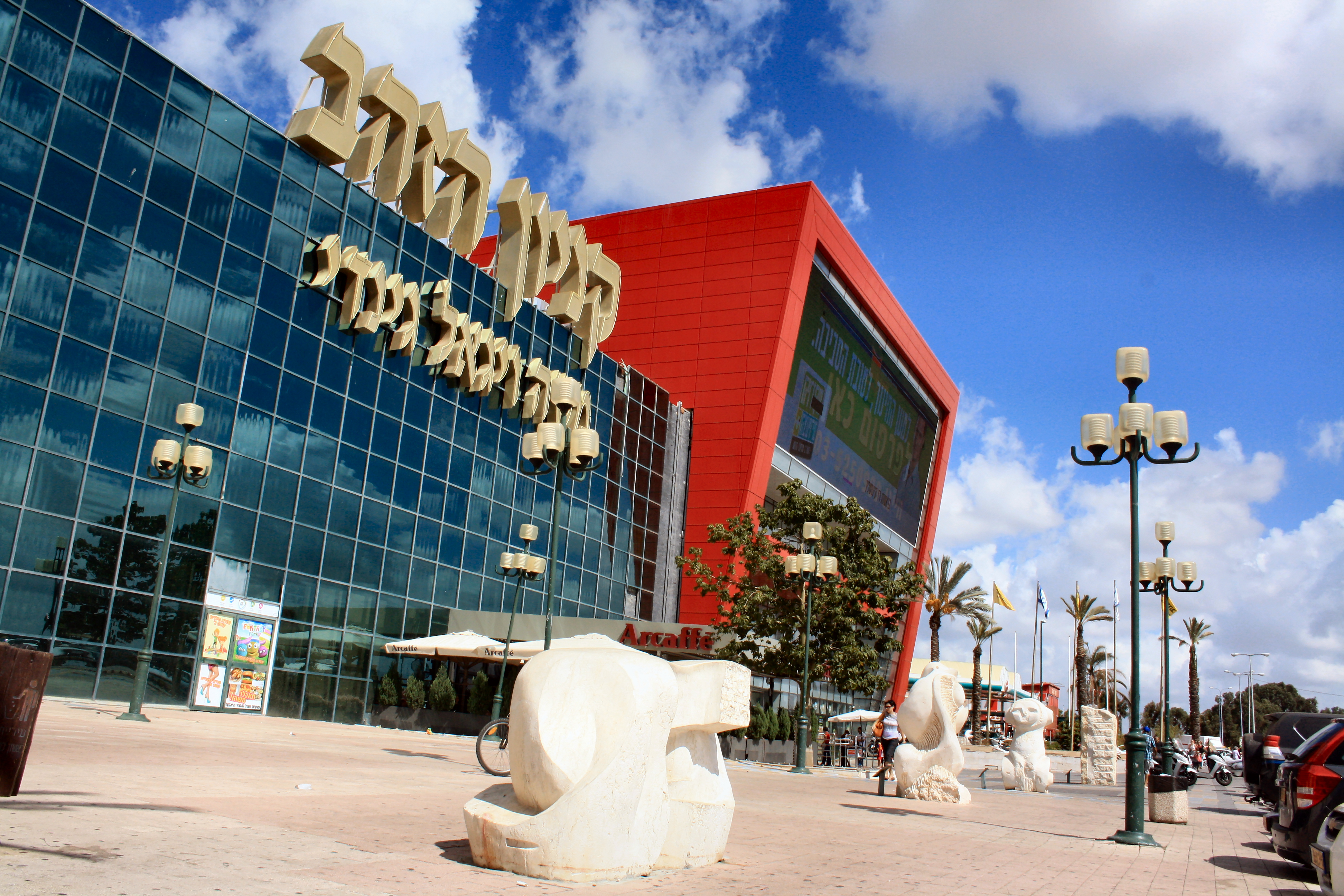
Mall-ul Kniyon Hazahav în 2013

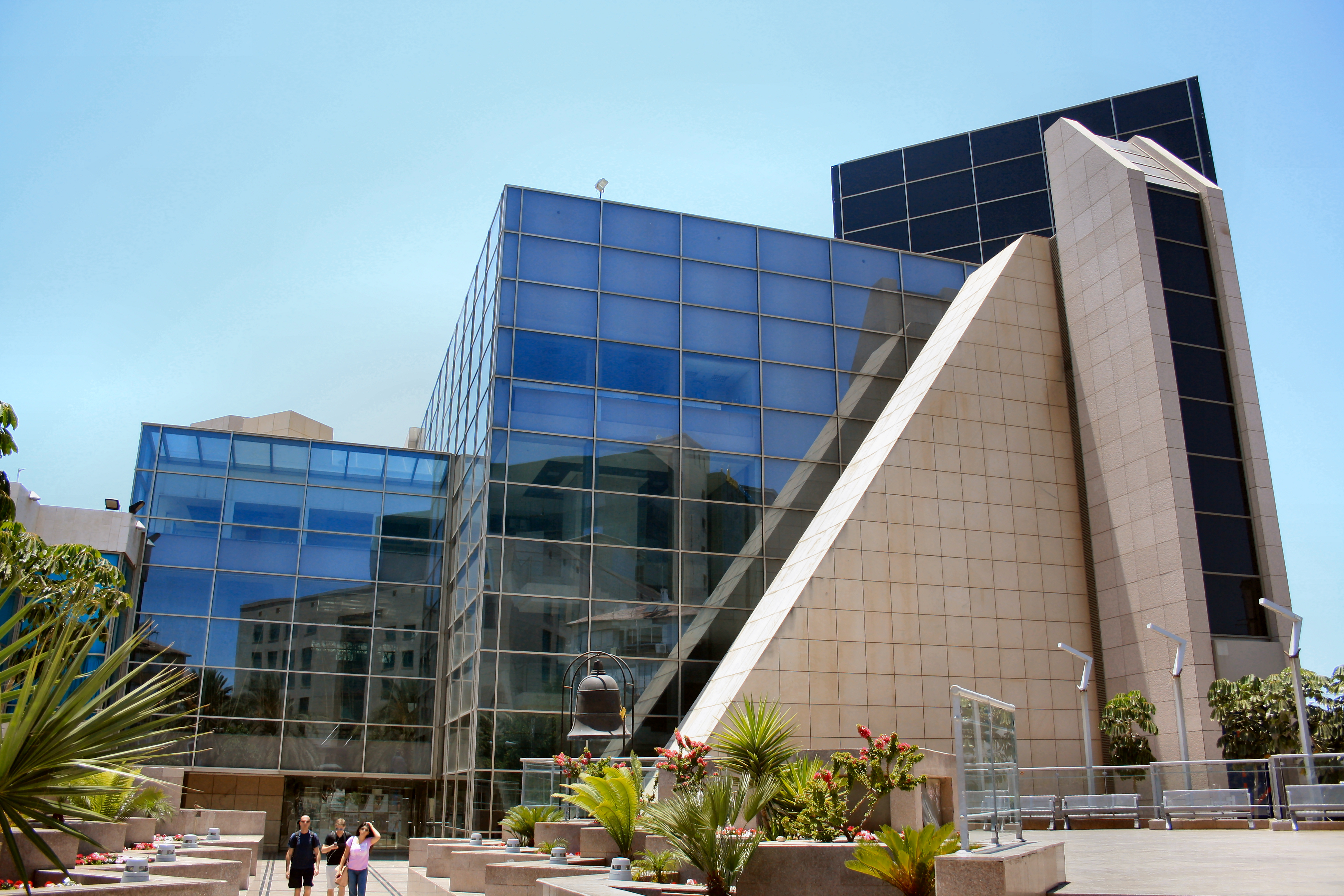
Palatul Culturii cu sediul Orchestrei Simfonice Rishon Letzion

În 1950 localitatea a obținut statutul de oraș. Noi imigranti din Orient inclusiv din Yemen, India și Etiopia s-au stabilit mai ales în cartierele mai incepartate - Shikun Hamizrah și Ramat Eliyahu.
După alegerea în 1983 ca primar a lui Meir Nitzan, ofiter în rezervă,  originar din România, în 1988 a fost ratașat la Rishon Letzion moșavul Nahlat Yehuda. În anii 1990 s-au construit cartiere noi pe nisipurile întinse dintre șoseaua 4 și litoralul mării. Zona Mabat Maarav din vecinătatea orasului Holon, a devenit o însemnată arie comerciala și de divertisment,cu multe mall-uri, intre care cel mai mare - Kniyon Hazahv („Mall-ul de aur”). Localitatea a fost poreclită, de aceea. „Orașul mall-urilor”. S-a inaugurat și parcul de distracții Superland, precum și Palatul culturii, sediu al Orchestrei simfonice Rishon Letzion.  
Cartierele cele vechi din vestul orasului au  găzduit valuri de imigranți din Comunitatea Statelor Independente, fosta Uniune Sovietică. 
Orașul a devenit in 1995 al patrulea oras din Israel.  
În anii 2000 s-a inaugurat cartierul national cuprinzand Tribunalul de pace , oficiul regional al Asigurărilor Naționale și al Ministerului de interne  În 2009 s-a deschis pentru circulatie autostrada 431 care leagă orasul de  Modiyin-Makabim-Re'ut, precum si cu soselele 1,40, 6 - la est vest, și 4 si 20 la vest. După 25 ani în fruntea primariei, în 2008 Meir Nitzan a cedat locul lui Dov Tzur.  În 2010 s-au inaugurat doua noi mari centre  comerciale - Cinema City în vestul orașului și IKEA în zona industrială Meuyan Shorek lângă autostrada spre Palmahim.
În al doilea deceniu al secolului al XXI-lea Dov Tzur a început lucarari de restaurare ale centrului istoric cu amenajarea drumurilor pietonale, a unor fântâni, grădini, restaurarea unor case istorice, refacerea soselei 412 la intrarea nordică în oras, crearea alaturi de aceasta a corso-ului Makabim. Clădirile Gimnaziului Real au fost daramate și înlocuite cu un edificiu modern. De asemenea s-a închis vechea crama Carmel

## Demografia
Evoluția populației orașului

### Orașe înfrățite
Rishon LeZion este înfrățit cu:
- Districtul Amiralității din Sankt Petersburg,Rusia
- Brașov, România
- Debrecen,Ungaria
- Gondar, Etiopia
- Kaunas, Lituania
- Harkiv, Ucraina
- Lublin, Polonia
- Münster, Germania
- Nîmes, Franța (1986)
- Prešov, Slovacia (2008)
- Prince George's County, Maryland, Statele Unite
- Teramo, Italia (1988)
- Tianjin, China

În timpul Razboiului Golfului din 1991, primarul din Münster, a vizitat Rishon LeZion și l-a ionsotit pe primarul Meir Nitzan în vizitele la locurile lovite de rachetele irakiene. 
În 2009 în oraș a fost ridicat un monument în amintirea salvarii de către Filipine a 10.000 de evrei germani si austrieci care au primit acolo  azil în timpul Holocaustului.

## Premiere istorice ale orașului Rishon Letzion
- 31 iulie 1882 - Prima așezare agricolă evreiască înființată in Palestina de valul de imigranți denumit „Prima Aliya”. (Imigranți evrei au mai întemeiat înainte în țară două importante așezări agricole: Petah Tikva și Rosh Pina)
- 27 iulie 1885- La festivitățile aniversării a 3 ani de existență a așezării, aici a fluturat pentru prima oară în Palestina (Eretz Israel) drapelul național evreiesc conceput de Israel Belkind și Fani Meirovich dintr-un șal tradițional de rugăciune - talit, colorat ca de obicei, în albastru-alb și purtând în plus și simbolul Stelei lui David (Maggen David).

- 1886 Mihael Halperin a înființat prima asociație muncitorească din Palestina, un fel de prim sindicat.
- 1886  În localitate a luat ființă prima școală elementară din Palestina și din lume având limba de predare ebraică - o școală inițial de fete, (denumită mai târziu Școala Haviv), după fondatorul ei, Mordehai Lubman Haviv.Începând din 1888 când i s-a alăturat ca profesor și David Judelovitch, toate materiile s-au predat în ebraică.

 În 1901 în timpul direcțiunii lui Israel Belkind, școala a devenit mixtă - de fete și băieți.
- Prima cramă cu producție destinată exportului (Cea dintâi cramă luase ființă la Școala agricolă Mikve Israel)
- La crama din Rishon Letzion a avut loc și prima grevă de muncitori din istoria Palestinei.
- 1888 Aici s-a intonat prima dată cântecul patriotic ebraic „Hatikva” („Speranța”), pe un text de Naftali Herz Imber pe care Shmuel Cohen (Kogan) viticultor născut în Basarabia, l-a potrivit la o melodie populară românească (Luncile s-au deșteptat sau Carul cu boi), și care, în această versiune, a devenit imnul mișcării sioniste și apoi Imnul național al Israelului.
- 1895 - Prima orchestră ebraică din Palestina
- 1898 - Esther Shapira a întemeiat prima grădiniță ebraică din Palestina.
- 1956 -Hanna Levin, aleasă primar la Rishon Letzion, este cea dintâi primăriță din istoria Israelului.

## Personalități legate de oraș
- Shmuel Cohen (Samuil Kogan) (1870–1940), promotorul muzicii imnului national evreiesc Hatikva, pe o melodie româneascâ (Luncile s-au deșteptat)
- Eliyahu Giladi (1915–1943), din militanții Lehi
- Shoshana Damari (1923–2006),cântăreață
- Ya'akov Hodorov (1927–2006),fotbalist
- Yaacov Agam (n. 1928), artist plastic israelo-francez;
- Gideon Gechtman (1942–2008), sculptor
- Sefi Rivlin (1947–2013), actor și comediant
- Zohar Argov (1955-1987) - cântăreț
- Ophir Pines-Paz (n.1961), politician
- Yair Golan (n. 1962), general, om politic;
- Nitzan Horowitz (n. 1965), politician
- Shlomo Molla (n.1965), politicia
- Boris Gelfand (n.1968), mare maestru de șah
- Anastassia Michaeli (n.1975), ziaristă, prezentatoare de televiziune și politiciană

Muki (n. 1975), cântăreț
- Shay Gabso (n.1984) cântăreț
- Eran Zahavi (n.1987), fotbalist

Peter Paltchik (n.1992), campion de judo, olimpic și european
- Artem Dolgopyat (n.1997), campion olimpic și mondial la gimnastică
- Ziv Kalontarov (n. 1997),campion european la înot
- Linoy Ashram (n. 1999), sportivă olimpică la gimnastică ritmică.
- Daria Atamanov (n.2005) campioană mondială la gimnastica ritmică
- Eliza Banchuk (n. 2007),campioană mondială gimnastica ritmică
- Igal Bashan (1950-2018) cântăret